# Breite Straße 50 (Quedlinburg)

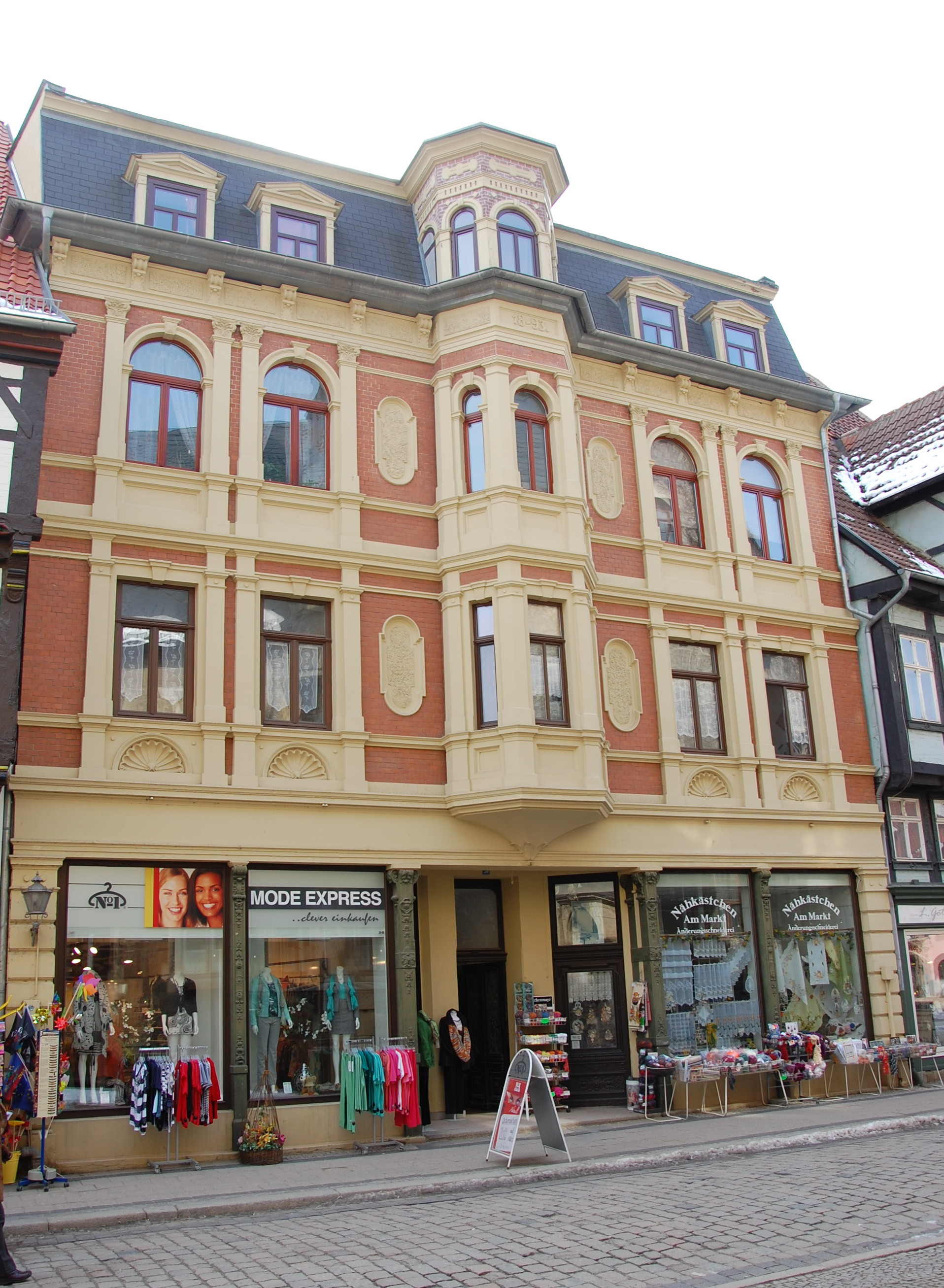
Haus Breite Straße 50

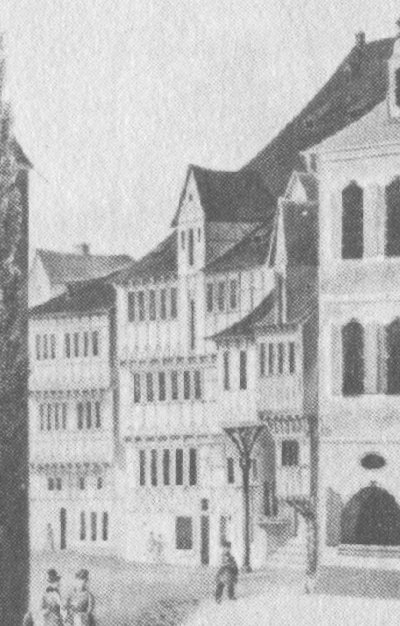
Zeichnung aus dem Jahr 1873, in der Bildmitte ist der Vorgängerbau des heutigen Gebäudes Breite Straße 50 mit einem hohen Zwerchhaus zu erkennen.

Das Haus Breite Straße 50 ist ein denkmalgeschütztes Gebäude in der Stadt Quedlinburg in Sachsen-Anhalt.

## Lage
Es befindet sich nordöstlich des Marktplatzes der Stadt und gehört zum UNESCO-Weltkulturerbe. Im Quedlinburger Denkmalverzeichnis ist es als Wohn- und Geschäftshaus eingetragen. Nördlich grenzt das gleichfalls denkmalgeschützte Haus Breite Straße 49, südlich das Schuhmachergildehaus an.

## Architektur und Geschichte
Das in massiver Bauweise errichtete Gebäude entstand im Jahr 1893 als Ersatzneubau für ein Vorgängergebäude. Die Fassade ist im Stil der Neorenaissance gestaltet und zitiert vor allem die italienische und deutsche Renaissance. Ursprünglich befand sich auf dem mittig angeordneten Erker ein Spitzhelm. Der dreigeschossige Bau weicht durch seine Architektur deutlich von der ihn umgebenden Fachwerkbebauung ab.